# Knud Togeby
Knud Dag Nielsen Togeby (28 de enero de 1918 - 27 de diciembre de 1974), lingüista, romanista, hispanista, crítico literario y cervantista danés.

## Biografía
Se doctoró en 1951 con una tesis sobre La structure immanente de la langue française. Fue uno de los fundadores de la Escuela o Círculo de Copenhague, junto a Louis Hjelmslev y Viggo Brøndal. Catedrático de lenguas románicas en la Universidad de Copenhague, estudió especialmente la lengua y literatura francesa y en el campo del Hispanismo se le deben Mode, aspect et temps en espagnol (Kobenhavn: Ejnar Munksgaard, 1953) y La composition du roman Don Quijote (1957), traducido por Antonio Rodríguez Almodóvar como La estructura del Quijote (Sevilla: Universidad, Secretariado de Publicaciones, 1977).

## Obras
- Choix d'articles 1943-1974; edición de Michael Herslund. Copenhague: Akademisk Forlag, 1978.
- Comment écrire une grammaire historique des langues romanes?. Uppsala: Almqvist & Wiksells Boktryskeri, 1962.
- Danemarche et Danemark.
- Declinaison romane et declinaison roumaine. [s.l. : s.n., s.a].
- Désorganisation et réorganisation dans l´histoire des langues romanes. La Laguna: Diego Catalán, [19--].
- Directions for Historical Linguistics. A Symposium. Edited by W. P. Lehmann and Yakov Malkiel [reseña bibliográfica].
- Fransk Grammatik; adgivet af Kobenhavs Universitets fond til tilvejebringelse af Laeremidler Kobenhavs : Gydendals Forlag, 1965.
- y Henry, Albert. Etudes de syntaxe expressive. Ancien françaus et frabçais moderne [reseñas bibliográficas]. California: Universidad, 1963.
- Histoire de l'alexandrin francais. Copenhague: Munksgaard, 1963.
- y Imbs, Paul. L'Emploi des temps verbaux en francais moderne. Essai de grammaire descriptive. [S.l : s.n], 1962.
- Jean Anouilh ou la comédie et la vie. [s.l. : s.n., s.a].
- La composition du roman "Don Quijote": supplément de Orbis Litterarum. Copenhague : Librairie Munksgaard, 1957.
- La hiérarchie des emplois du subjonctif.
- La place de l'adjetif par rapport au groupe nom + de + nom, [Lennart Carlsson].
- La prose française du XV siècle.
- La structure des deux testaments de Villon. Strasbourg: Centre de Philologie et de Littératures Romanes, 1970.
- Le neutre en roumain et en albanais [s.l. : s.n., s.a].
- Le sort du plus-que-parfait latin dans les langues romanes. Genève: Librairie Droz, 1966.
- Les diminutifs dans les langues romanes du moyen âge.
- Les explications phonologiques historiques sont-elles posibles?. [s.n : s.l., s.a].
- L'infinitif dans les langues balkaniques. California: University of California Press, 1962.
- L'oeuvre de Maupassant. Copenhague [etc.]: Danish science Press, Ltd., [1954].
- Lois phonétiques et lois sémantiques. [s.l. : s.n., s.a].
- y Mattoso Cámara Jr., Joaquim, Uma forma verbal portuguesa. Estudo estilistico-gramatical  [S.l : s.n], 1962.
- Mode, aspect et temps en espagnol. Kobenhavn (Dinamarca): Ejnar Munksgaard, 1953.
- Morphologie: l'impératif roman et l'impératif roumain.
- Orgier le Danois dans les littératures européennes. Munksgaard: DSL, 1969.
- Orgier le Danois, ou le triomphe de la poésie. [s.l. : s.n., s.a].
- Précis historique de grammaire française. Copenhague: Akademisk Forlag, 1974.
- Qu'est-ce que la dissimilation?.
- Qué es una palabra?. Montevideo: Universidad de la República. Facultad de Humanidades y Ciencias. Departamento de Lingüística, 1965.

- Datos: Q1121068